# حنك
الحنك (بالإنجليزية: palate) هو التركيب الفاصل بين جوف الأنف وجوف الفم فهو سقف الفم وأرضية الأنف. يمتد الحنك نحو الخلف ليفصل جزئياً بين البلعوم الأنفي والبلعوم الفموي. للحنك شكل القبة وهو يتألف من قسمين هما الحنك الصلب الذي يشكل الجزء الأمامي والحنك الرخو الذي يشكل الجزء الخلفي منه. ويعتبر العضو الذي يتَّصل به اللسان في أوضاعه المختلفة. وتتكوَّن مخارج كثير من الأصوات مع كلّ وضع من أوضاع اللسان بالنسبة لجزء من أجزاء الحنك الأعلى.
وينقسم الحنك الأعلى إلى أقسام ثلاثة هي:
- الأمامي: وفيه الأسنان وأصولها (اللثة).
- الوسط: وهو الجزء الصلب من الحنك الأعلى.
- الخلفي: وهو الجزء الليِّن من الحنك الأعلى، ومنه تتدلَّى اللهاة.